# Muscle ptérygoïdien latéral

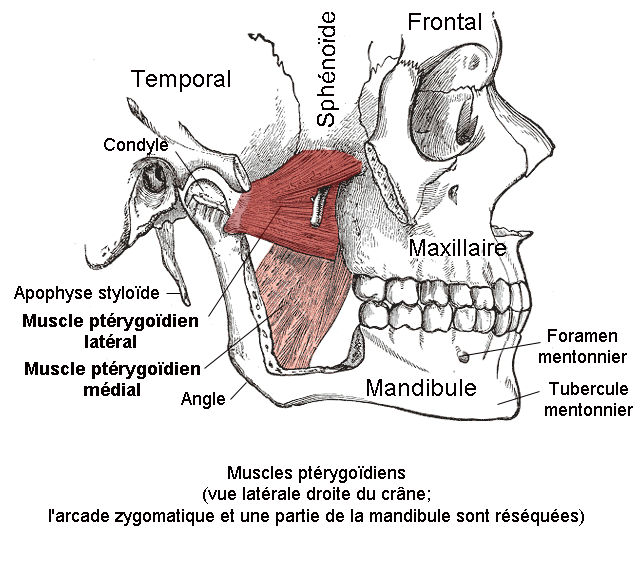
Muscle ptérygoïdien latéral (en rouge).

Le muscle ptérygoïdien latéral (musculus pterygoideus lateralis en latin) ou muscle ptérygoïdien externe est un muscle masticateur situé dans la fosse infratemporale.

## Description

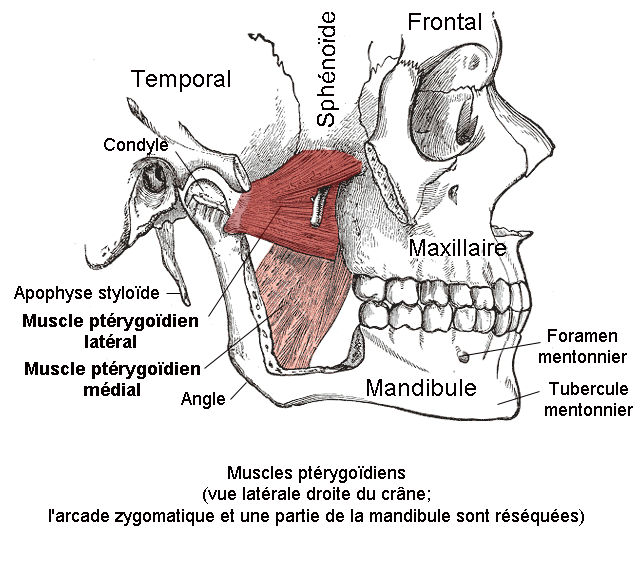
Muscle ptérygoïdien latéral (en rouge).

Le muscle ptérygoïdien latéral est un muscle pair de forme triangulaire faisant partie de l'appareil manducateur.
Il est constitué d'un chef supérieur et d'un chef inférieur.

## Origine
Le faisceau supérieur du muscle ptérygoïdien latéral nait de la crête infra-temporale de la face latérale de la grande aile de l'os sphénoïde.
Son faisceau inférieur nait de la face latérale de la lame latérale du processus ptérygoïde.

## Trajet
Les deux chefs se dirigent en arrière, obliquement vers le haut pour le chef inférieur et obliquement vers le bas pour le chef supérieur.

## Insertion
Les deux chefs convergent pour se terminer sur le col de la mandibule.

## Innervation
Le muscle ptérygoïdien latéral est innervé par le nerf ptérygoïdien latéral, qui possède une grande variabilité. Il émerge généralement du tronc antérieur du nerf mandibulaire ou d'une de ses branches, le nerf buccal.

## Vascularisation
Le muscle ptérygoïdien latéral est vascularisé par des branches de l'artère ptérygoïdienne, branche de l'artère maxillaire.
Autour de lui se forme une gaine veineuse, le plexus ptérygoïdien.

## Action
Sa contraction bilatérale provoque une propulsion mandibulaire.
Sa contraction unilatérale provoque une diduction controlatérale.
Le faisceau supérieur est en continuité avec le disque de l'articulation temporo-mandibulaire si bien que toute atteinte discale signe son atteinte fonctionnelle.

## Rapports
Le muscle ptérygoïdien latéral  est en rapport avec :
- Latéralement :
  - la branche ascendante de la mandibule ;
  - le muscle temporal ;
  - l'artère maxillaire ;
- médialement :
  - le muscle ptérygoïdien médial en bas ;
  - la paroi supérieure de la fosse zygomatique en haut ;
  - le fascia interptérygoïdien en dedans.

## Galerie

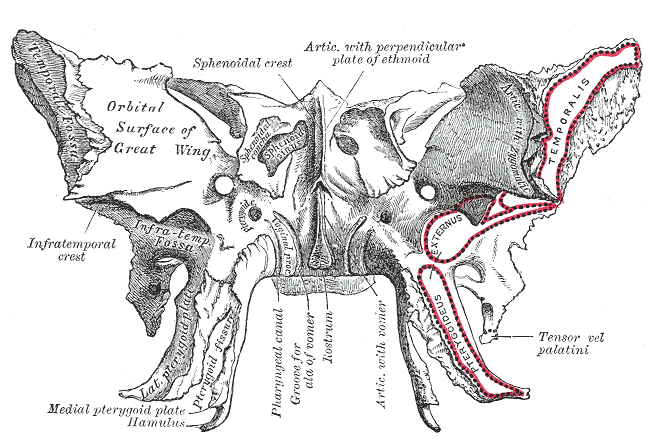
Le sphénoïde, vue antéro-inférieure.
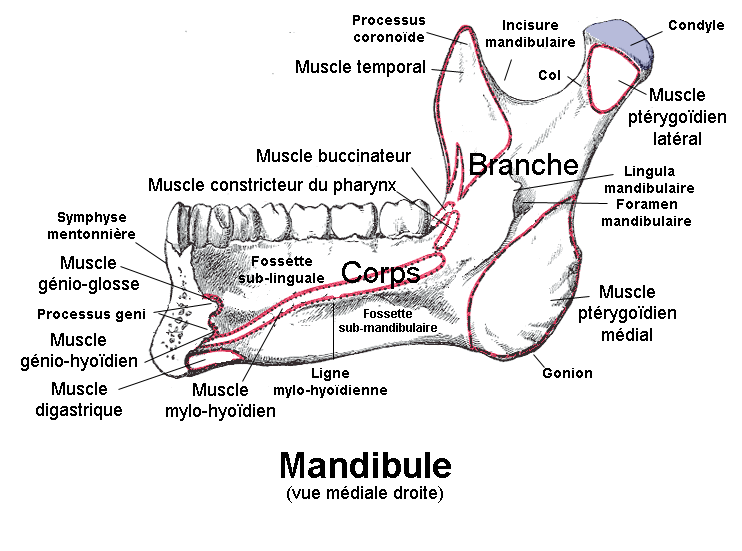
Mandibule, face interne, vue médiale.
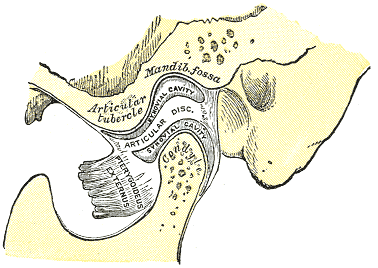
Articulation temporomandibulaire.

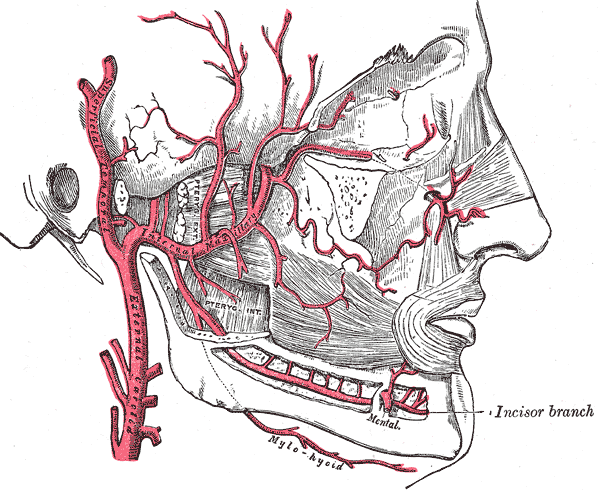
Les branches de l'artère maxillaire interne.
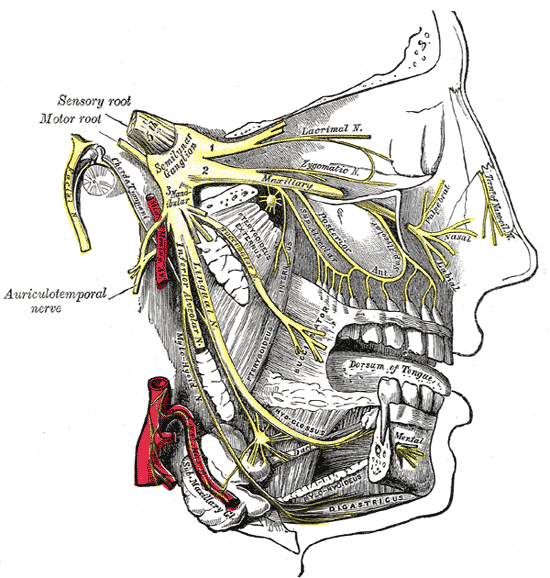
Les nerfs de la région maxillaire.